# 廣島高速道路

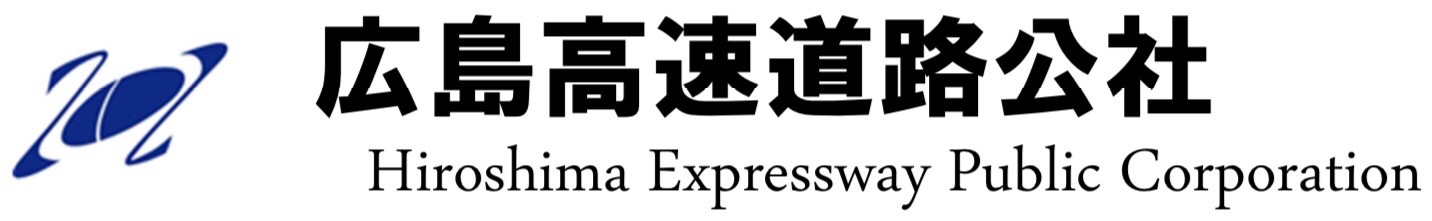
廣島高速道路公社

廣島高速道路（日语：／ Hiroshima kōsokudōro */?）是日本廣島縣廣島市和其周邊的地區收費快速公路系統，一般略稱為廣島高速。本路網由廣島高速道路公社興建與管理。被指定為地域高規格道路，總長度31.1公里(已通車區間25公里)。
廣島高速的各路線在道路法上屬於廣島縣道、廣島市道。

## 路線

### 整備計畫路線
- 廣島高速1號線（安藝府中道路）（廣島東交流道（日语：広島東インターチェンジ） - 溫品系統交流道）
- 廣島高速2號線（府中仁保道路）（溫品系統交流道 - 仁保系統交流道（日语：仁保ジャンクション））
- 廣島高速3號線（廣島南道路（日语：広島南道路））（仁保系統交流道 - 觀音出入口（日语：観音出入口））
- 廣島高速4號線（廣島西風新都線）（中廣出入口（日语：中広出入口） - 沼田出入口（日语：沼田出入口 (広島高速4号線)））
- 廣島高速5號線（東部線）（溫品系統交流道 - 廣島車站北口出入口（日语：広島駅北口出入口））（未通車、徵收用地中）

### 基本計畫路線
- 廣島高速3號線（廣島南道路）（廣島市西區觀音新町四丁目 - 商工中心一丁目）
- 廣島高速4號線（廣島西風新都線）（廣島市安佐南區沼田町 - 廣島市佐伯區五日市町）

### 計畫研討路線
- 東部線II期（暫稱） : 廣島車站北口 - 高速4號線
- 南北線（暫稱） : 東部線 - 高速3號線
- 草津沼田道路（日语：草津沼田道路） : 高速3號線 - 高速4號線

此外，東部線II期與南北線通車後，可望誕生廣島都會區都市高速道路的環状線。

### 廣島都市高速構想
曾經計畫過的路線。
從建設省中国地方建設局（現国土交通省中國地方整備局）廣島国道工事事務所發行『祇園新道誌』摘取資料做成
※1、2、3号線是由廣島都市高速研究会所提案的環状道路。
高速1号線
從西廣島繞道的終點附近，大致沿著太田川疏洪道通往山陽自動車道廣島交流道。
高速2号線
從西廣島繞道經新廣島繞道（現在的國道2號）上方的高架橋至安藝郡海田町。
這條計畫路線目前以現在的西廣島繞道高架並向都心延伸的方式復活。（原本的收費道路構想）
高速3号線
聯絡高速7号 - 高速2号 - 高速6号 - 高速5号（牛田交流道）- 高速1號的路線。
高速4号線
高速5号線
為了提供往都心部的服務，從環状道路的高速3号牛田交流道起，在廣島車站前南下並與高速2號連結，更延伸至宇品附近與高速7号聯絡。
高速6号線
廣島都會區東邊入口的廣島東交流道與環状道路的高速2号間的聯絡路線。
高速7号線
與現在都市高速計画中的3号線（廣島南道路）幾乎同樣的路線。

## 收費
車種區分為輕型車、普通車、大型車、特大車4種

### ETC
- 2006年（平成18年）10月16日：廣島東交流道的山陽自動車道合併收受收費站（都市高速廣島東收費站）開始營運。[2]。

- 2008年（平成20年）4月15日：營運中的收費站全部導入ETC[3]。

## 相關項目
- 都市高速道路
- 地域高規格道路

## 外部連結
- 広島高速道路公社
- 廣島高速道路 路線出入口

關係法令
- 道路法
- 道路法施行令
- 道路構造令